# Naravni mostovi v kanjonu Vratne
Naravni mostovi v kanjonu Vratne (srbsko Prerasti u kanjonu Vratne) oz. Vratnjanska vrata (srbsko Vratnjanske kapije) so geomorfološki naravni spomenik v vzhodnem delu Srbije blizu vasi Vratna v občini Negotin, ki obsega tri naravne mostove nad reko Vratno v bližini istoimenskega samostana. Naravni mostovi so nastali zaradi različnih kraških pojavov in so največji in najvišji tovrstni mostovi v Evropi.
Območje, ki poleg naravnih mostov obsega tudi njihovo okolico na pogorju Miroč je bilo za naravni spomenik razglašeno z odlokom leta 2014.

## Opis
V soteski reke Vratne se nahajajo trije naravni mostovi, dva v bližini samostana in tretji nekoliko dlje po toku navzgor. Do njih pridemo po markirani planinski poti, ki je nekoč potekala skozi samostansko območje, danes pa se sprva vzpne po pobočju in samostan zaobide. Pri najnižjemu malemu naravnemu mostu se pot ponovno približa rečni strugi. Mostovi imajo naslednje značilnosti:
1. Mali naravni most oz. Mala vrata se nahaja približno 200 metrov gorvodno od samostana in je dolg 15 metrov. Širina odprtine je 33 metrov, višina 34 metrov, debelina oboka nad odprtino pa 10 metrov;
2. Veliki naravni most oz. Velika vrata se nahaja približno 100 metrov gorvodno od Malega naravnega mostu in je dolg 45 metrov. Širina odprtine je 23 metrov, višina 26 metrov, debelina oboka nad odprtino pa 30 metrov;
3. Suhi naravni most oz. Suha vrata se nahaja približno dva kilometra gorvodno od preostalih mostov in je dolg 34 metrov. Širina odprtine je 15 metrov, višina 20 metrov, debelina oboka nad odprtino pa 10 metrov. Ime je dobil po dejstvu, da Vratna poleti petdeset metrov gorvodno od mostu presahne in se kasneje spet pojavili in ponikne, preden dokončno priteče na površje.

Mostovi so različnega izvora. Medtem ko sta prva dva ostanka nekdanje rovne jame, skozi katero je tekla Vratna in katere del oboka se je udrl med njima, je tretja nastala kot posledica ponikanja reke. V njegovi bližini je bilo odkritih več drugih kraških pojavov ter tri še ne povsem raziskane jame.

## Galerija
- Mali naravni most
- Veliki naravni most
- Suhi naravni most